# 大黑沟岩画
大黑沟岩画，位于中国甘肃省酒泉市肃北蒙古族自治县，为一个全国重点文物保护单位，类型为石窟寺及石刻。
大黑沟岩画的历史年代为待考。